# Varactor

Símbol del díode varicap

Estructura interna d'un varicap

funcionament d'un varicap

Un varactor, díode varicap, VVC (de l'anglès Voltage-Variable Capacitance, capacitància variable amb el voltatge) o de sintonia, és un tipus de díode usat en alguns circuits electrònics. Normalment s'usa com a condensador controlat per voltatge i la seua funció de díode és secundària. Es polaritza en inversa perquè no passi corrent per ell, però donat que l'ample de la regió de deflexió varia amb el voltatge aplicat, la capacitat del díode pot variar. Generalment, l'ample de la regió de deflexió és proporcional a l'arrel quadrada del voltatge i la capacitat inversament proporcional a l'ample de la regió de deflexió. Per això podem dir que la capacitància és inversament proporcional a l'arrel quadrada del voltatge aplicat.
Tots els díodes exhibeixen este fenomen en cert grau, però els díodes varicaps estan especialment dissenyats per a aprofitar l'efecte i elevar la capacitància i el rang de variabilitat (en la majoria dels díodes s'intenta precisament el contrari).